# TAK (Kabarettbühne)

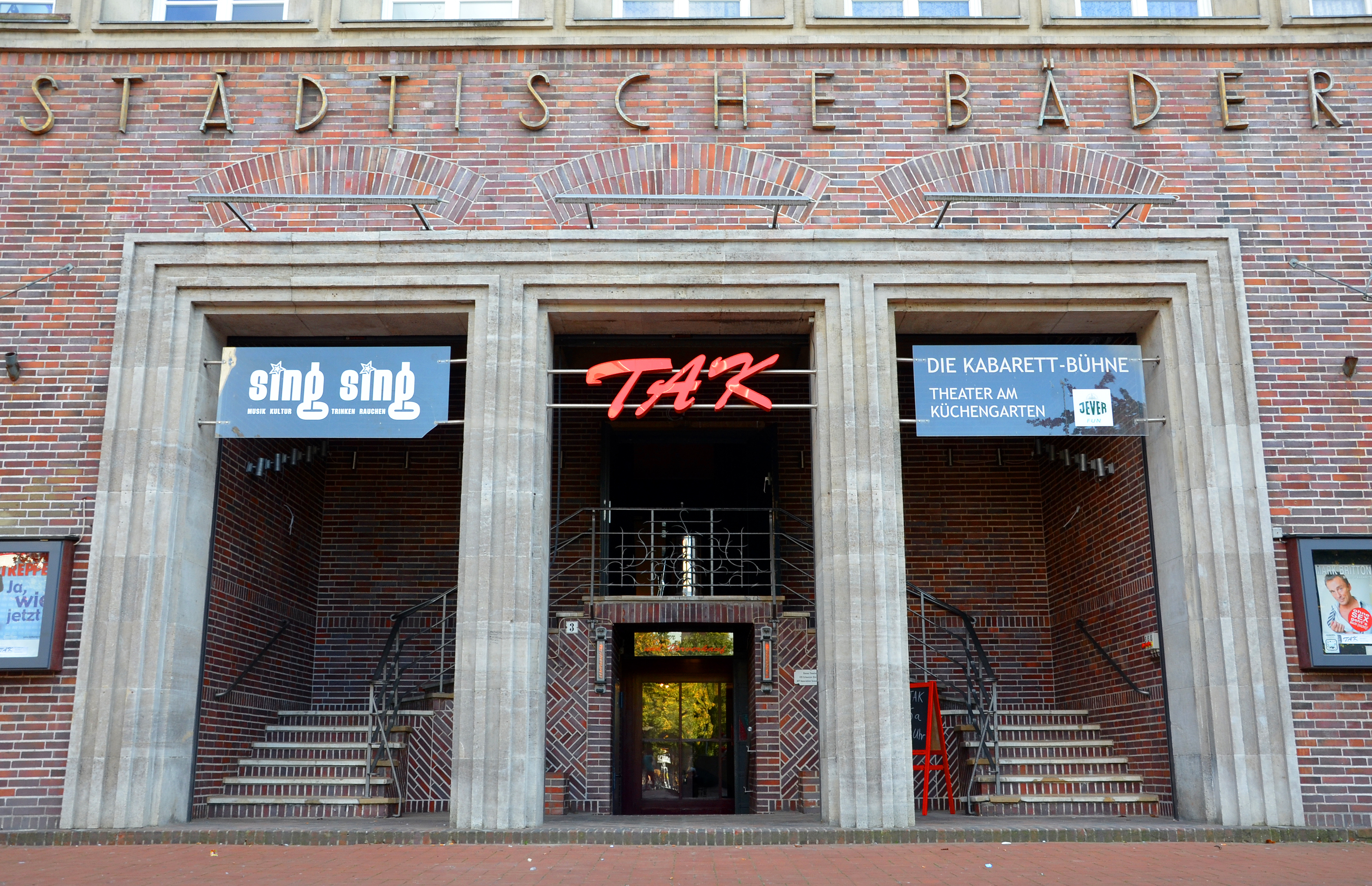
Eingang zum TAK in dem unter Karl Elkart 1927 erbauten, heute denkmalgeschützten Gebäude der Städtischen Bäder

Das TAK, auch Theater am Küchengarten, in Hannover im Stadtteil Linden-Mitte ist eine kleine Kabarett-Bühne mit 130 Sitzplätzen. Sie präsentiert bei etwa 170 Vorstellungen pro Saison Satire, Kabarett, Chansons und gehobenen Nonsens. Das TAK ist die einzige professionell betriebene Einrichtung ihrer Art in Niedersachsen.

## Geschichte

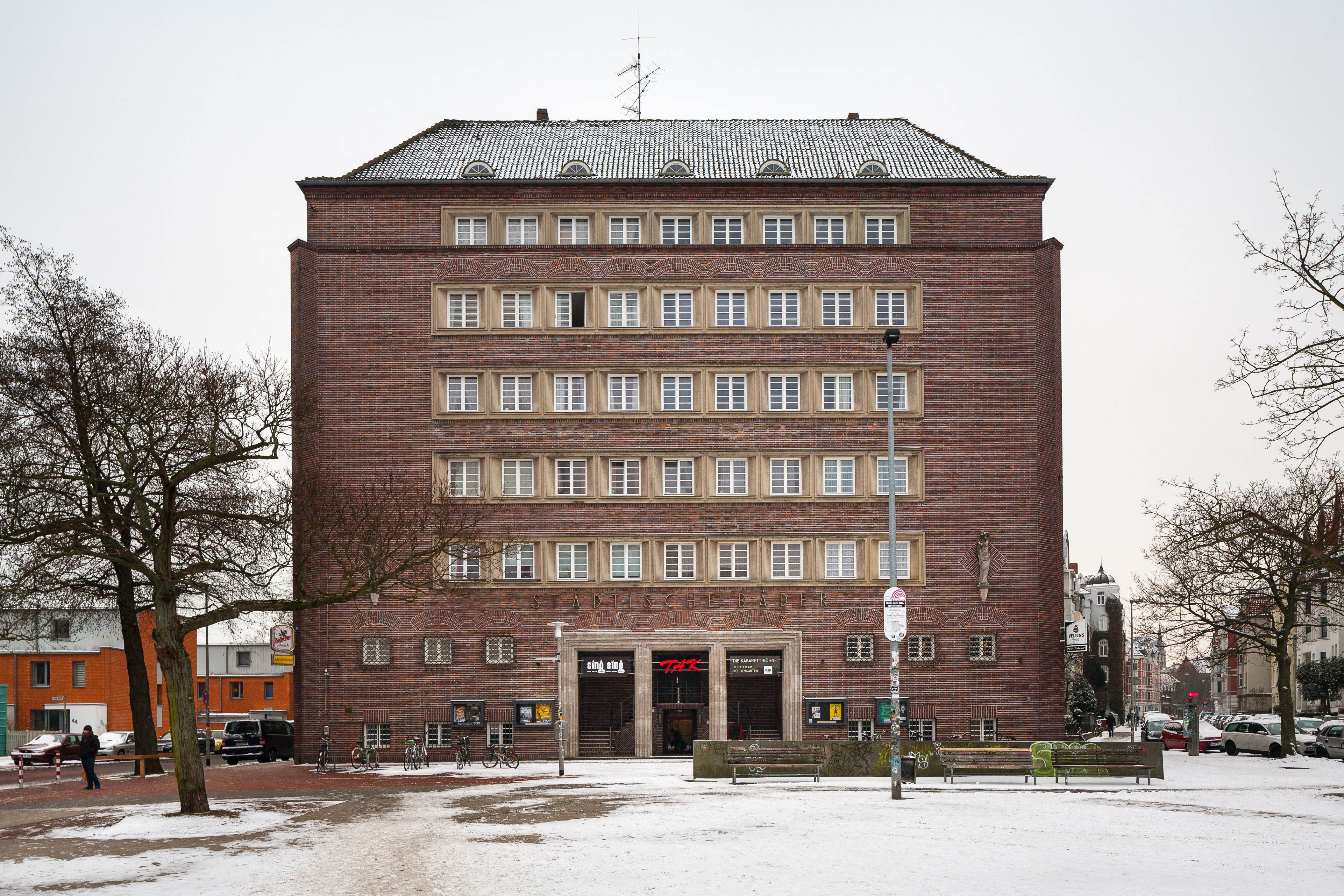
Gesamtansicht des ehemaligen städtischen Badehauses in Linden

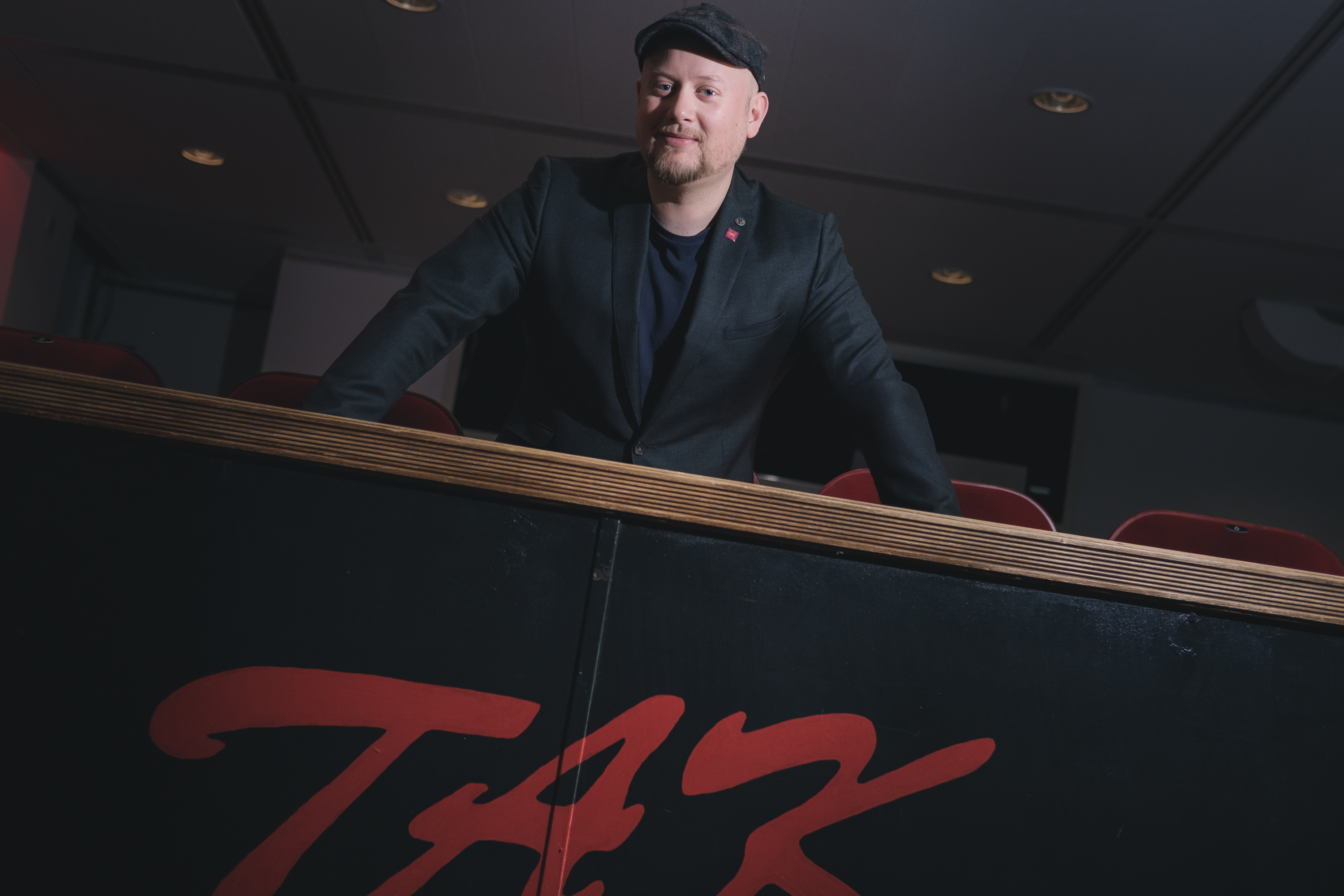
Jan-Hendrik Schmitz, seit 2019 Inhaber und Geschäftsführer des TAK

Vorläufer des TAK war das von Dietrich Kittner 1975 gegründete Theater an der Bult (tab). Dabei handelte es sich um das erste Geschoss seines Wohnhauses am Bischofsholer Damm.
1987 erfolgte der Umzug in größere Räumlichkeiten im ehemaligen städtischen Badehaus am Küchengarten und die Umbenennung in Theater am Küchengarten. Das 1927 entstandene Gebäude wurde in dieser Funktion bis 1983 genutzt. Am 7. Januar 1987 eröffneten Dietrich Kittner und seine Frau Christel das Theater mit dem Programm „Maden in Germany“. Im Januar 1993 übernahmen Nora und Horst Janzen das Theater und betrieben das TAK als Gastspieltheater bis Dezember 2011. Seit Januar 2012 wurde das Theater von Heidi Derks und Nils Wintering geführt. Ab dem 1. Januar 2019 ist Jan-Hendrik Schmitz Leiter des TAK.

## Aufgabenstellung

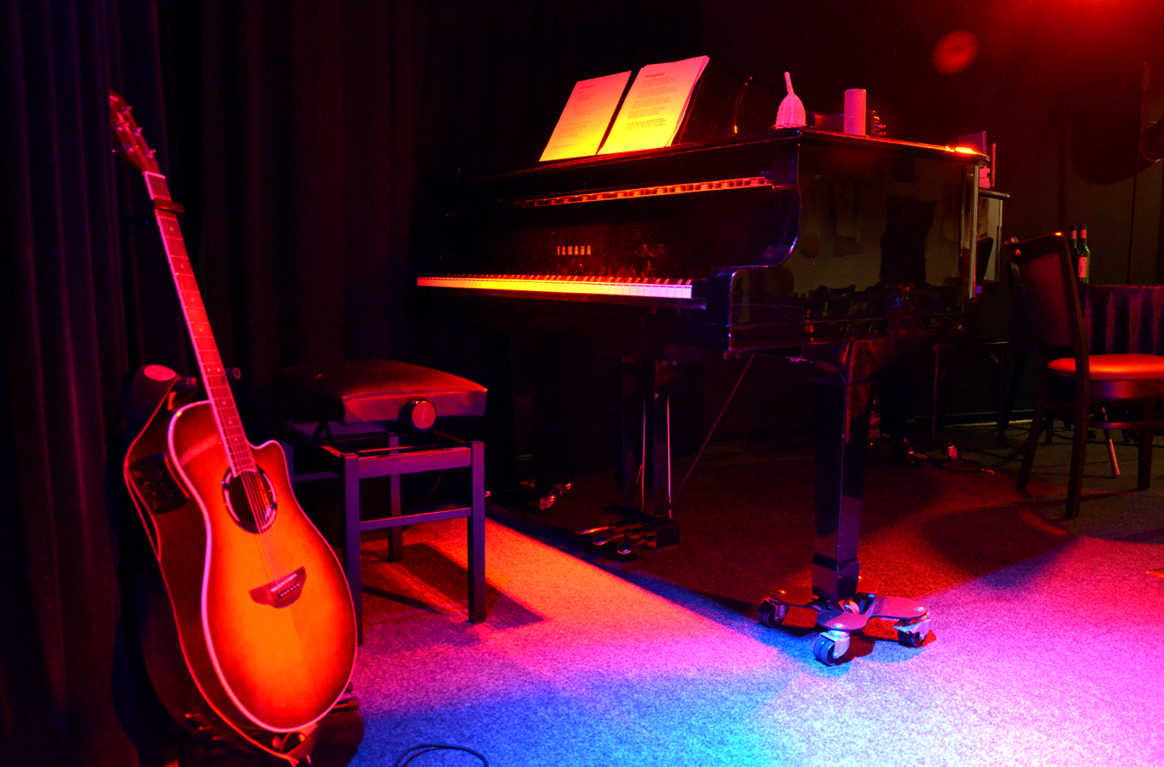
Eine Gitarre und der Yamaha-Konzertflügel auf der Bühne

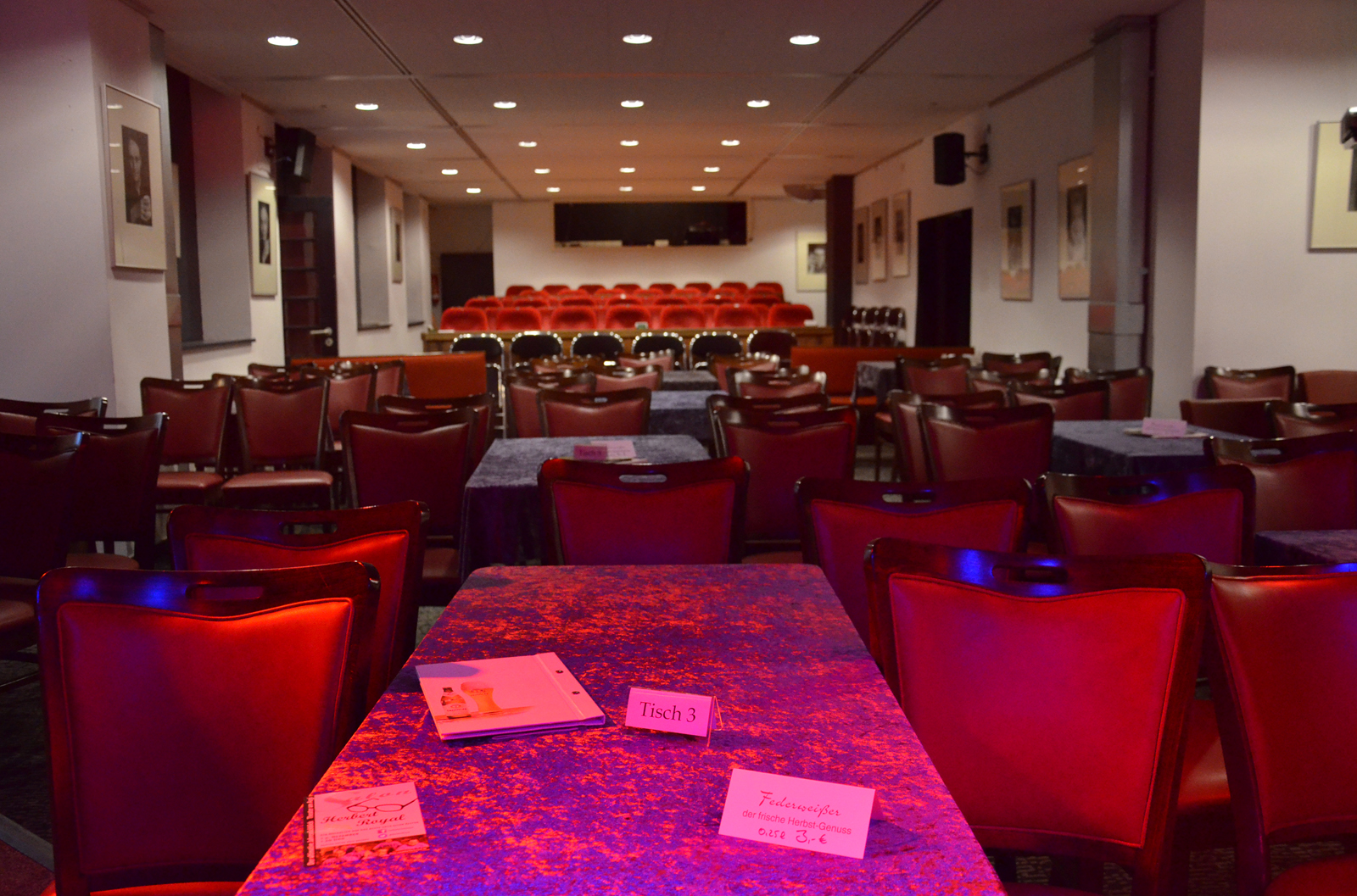
Blick von der Bühne über Tische und Bestuhlung in Richtung Techniker-Loge

Das TAK sieht es als seine Aufgaben an:
- anspruchsvolles Polit-, Alltags- und Musik-Kabarett in Niedersachsen zu präsentieren und damit für die Verbreitung der Satire im Norden der Republik zu sorgen,
- potentielles Publikum für die gehobene Satire zu gewinnen,
- Talenten in der Region die Basis für eine aktive Kabarett-Karriere zu schaffen.

Eine wichtige Aufgabe des TAK besteht auch darin, talentierten Satire-Nachwuchs in seinen Räumen vorzustellen. Auch zeigt das TAK in seinen Räumen wechselnde Ausstellungen.

## Eigenproduktionen
Alle zwei bis drei Jahre inszeniert das TAK eine Hausproduktion unter der Regie von Horst Janzen. Bisher entstanden so zwei Kabarett-Soloprogramme mit Kalla Wefel („Ansichten eines Klons“ und „Klingelt’s endlich?“), ein Monolog über Auschwitz, („Ein Deutsches Herz“) mit Gregor Lawatsch und ein Solokabarett mit Matthias Brodowy („Voll ins Schwarze“).

## Künstler-Auszeichnungen

### Gaul von Niedersachsen
Das Theater am Küchengarten verleiht seit 1997 jährlich den Gaul von Niedersachsen.
Kandidaten sind alle Kabarettisten, Kabarettistinnen oder Kabarett-Ensembles, die in der vorangegangenen Saison im TAK aufgetreten sind. Gewählt wird zu je einem Drittel vom TAK-Team, der Presse und dem Stammpublikum mit Stimmkarten, die in der jeweiligen Vorstellung ausgegeben und ausgefüllt werden. Die Preisverleihung findet im Frühjahr der darauffolgenden Saison statt. Der Laudator ist meistens der Vorjahrespreisträger und übergeben wurde der Gaul in den letzten Jahren von Wolfgang Jüttner im Anschluss an die Preisverleihung.
Die bisherigen Preisträger sind:
- 1997: Reiner Kröhnert, Die Affaire Huhn
- 1998: Georg Schramm, Ans Eingemachte
- 1999: Volker Pispers, Ein Wort ergab das Andere
- 2000: Thomas Reis, Ein Schwein wird Metzger
- 2001: Martin Buchholz, Bekenntnisse eines verhinderten Massenmörders
- 2002: Urban Priol, Alles muss raus
- 2003: Erwin Grosche, Herr Helsinki will nicht Hauptstadt werden
- 2004: Lars Reichow, Der Spieler
- 2005: Jochen Malmsheimer, Ich bin kein Tag für eine Nacht oder ein Abend in Holz
- 2006: Dietrich Kittner, Ehrengaul für sein Lebenswerk
- 2007: Heinrich Pachl, Vertrauensstörende Maßnahmen
- 2008: Frank Lüdecke, Verwilderung
- 2009: Horst Evers, Schwitzen ist wenn Muskeln weinen
- 2010: Simone Solga
- 2015: Mathias Tretter
- 2017: Onkel Fisch
- 2019: Philipp Weber (Kabarettist)
- 2019: Tina Teubner und Ben Süverkrüp
- 2020 Matthias Brodowy und Band

### Fohlen von Niedersachsen
In unregelmäßigen Abständen vergibt das TAK zusätzlich zum Gaul von Niedersachsen den Nachwuchspreis Fohlen von Niedersachsen. An mehreren Abenden stellen sich die Nachwuchskabarettisten dem TAK-Publikum vor, das noch am selben Abend mit Bewertungskarten über den jeweiligen Tagessieger abstimmt. Aus allen Ergebnissen wird der beste Beitrag mit dem Preis zum Fohlen von Niedersachsen gekürt. Der Preisträger erhält zu seinem Preisgeld die Möglichkeit in der nächsten Saison sein Programm in voller Länge im TAK zu spielen.
Bisherige Preisträger sind:
- 2001: Christoph Sieber
- 2003: Hagen Rether
- 2005: Claus von Wagner
- 2007: Marc-Uwe Kling
- 2010: Michael Feindler
- 2015: Nachtbarden

## Bildergalerie aus der früheren Badeanstalt

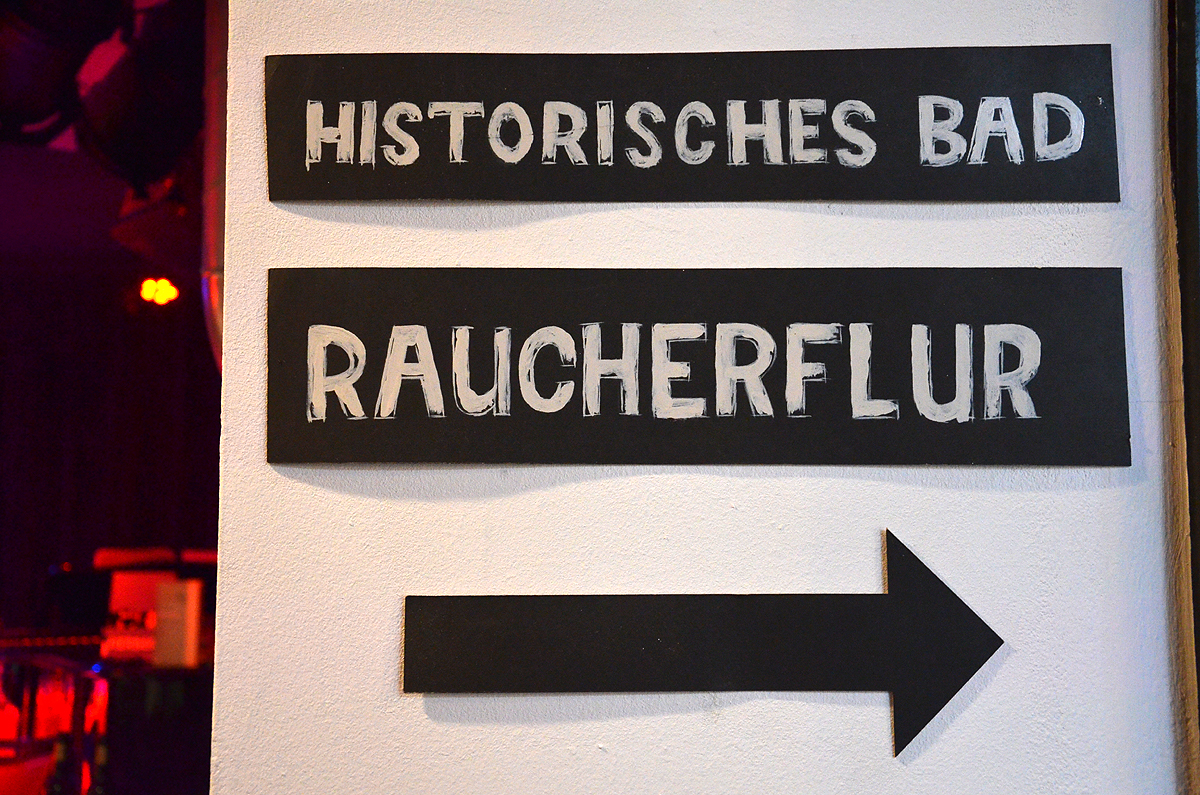
Wegweiser zum historischen Bad und Raucherflur
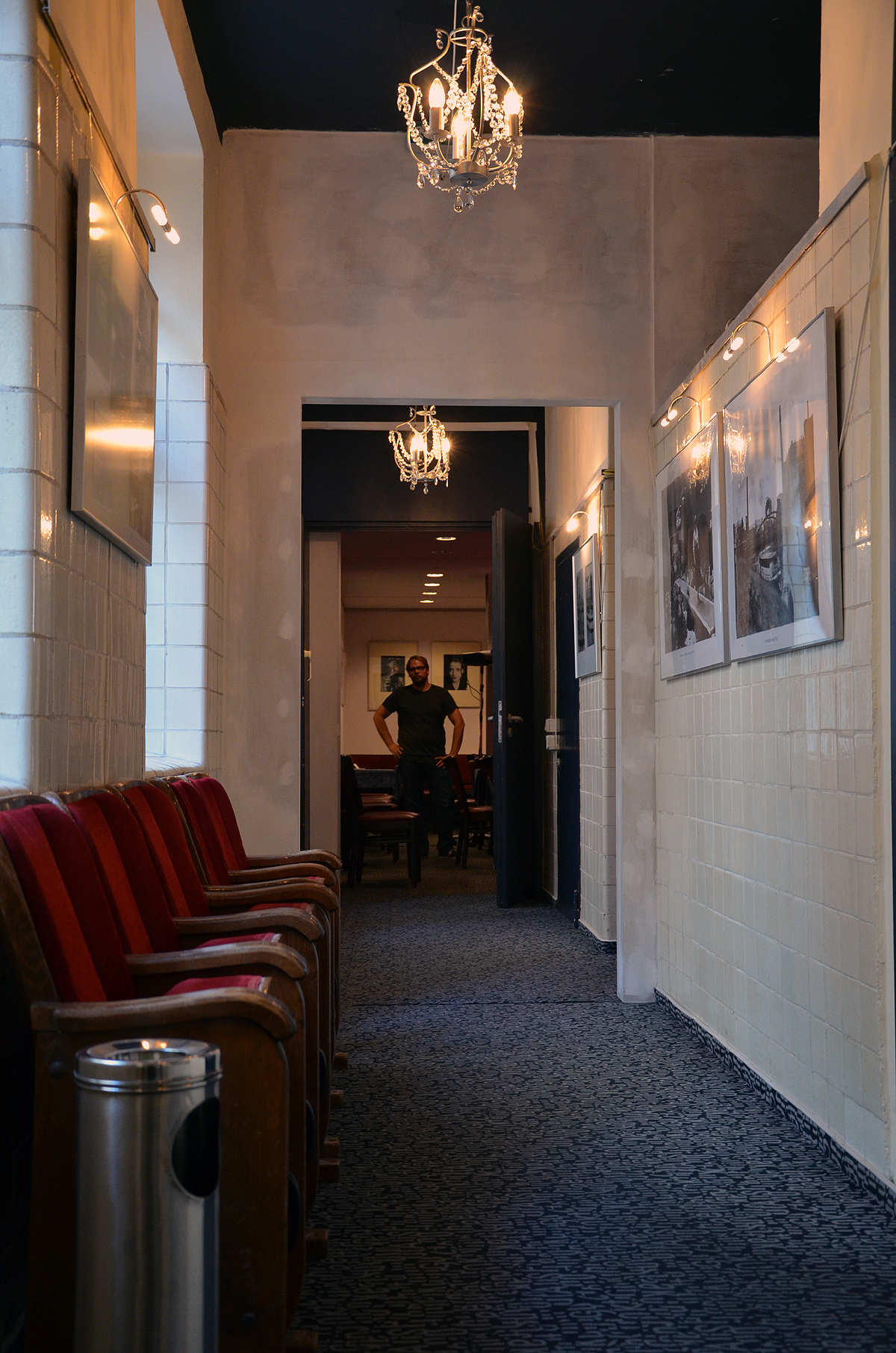
Hinter der gekachelten Wand im „Raucherflur“ findet sich eine historische Bad(ewannen)zelle
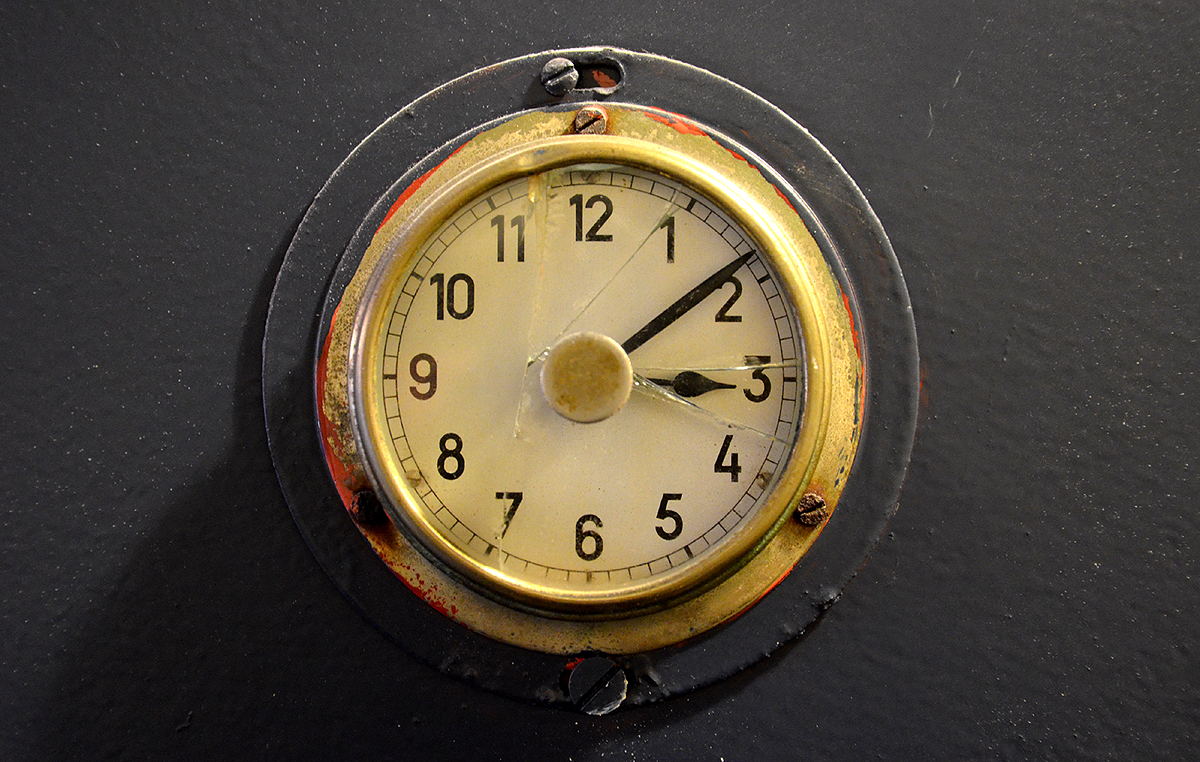
Eine originale Uhr an der Badezelle informierte über die Verweilzeit
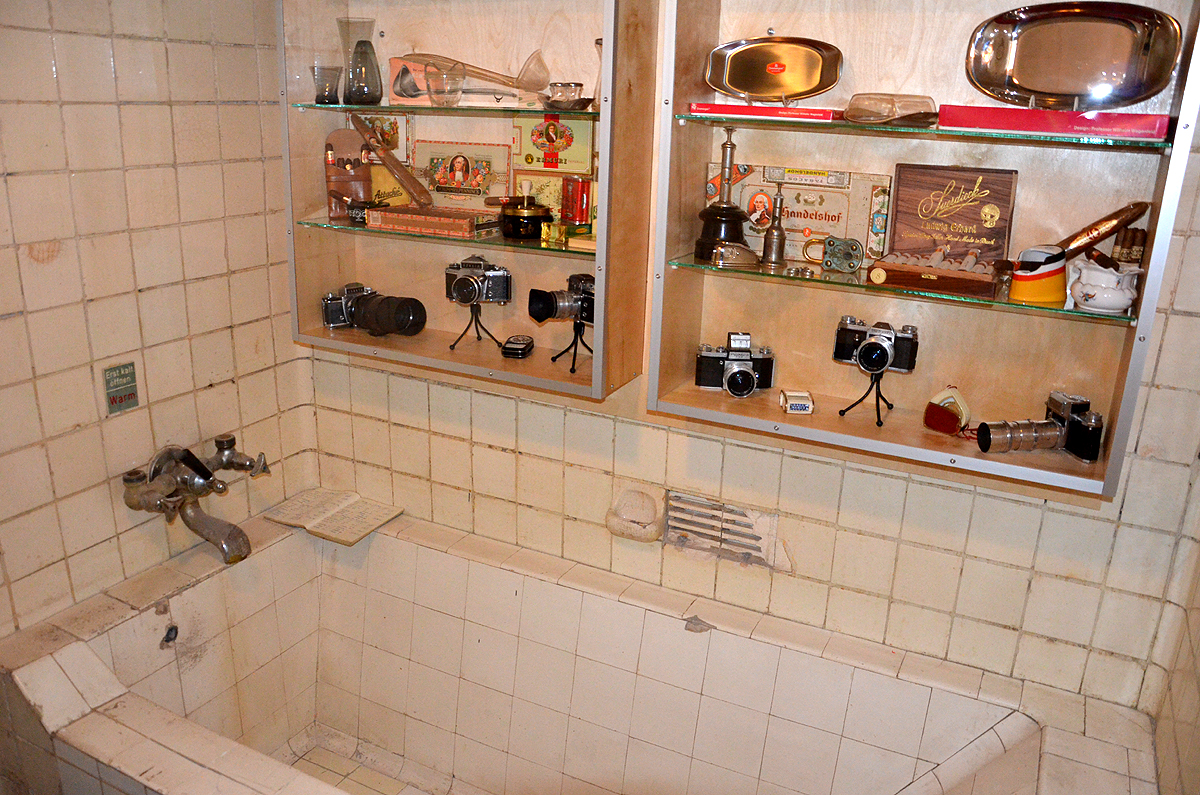
Eine ehemalige Nasszelle mit Wannenbad dient heute auch als kleines „Museum“ für Antiquitäten
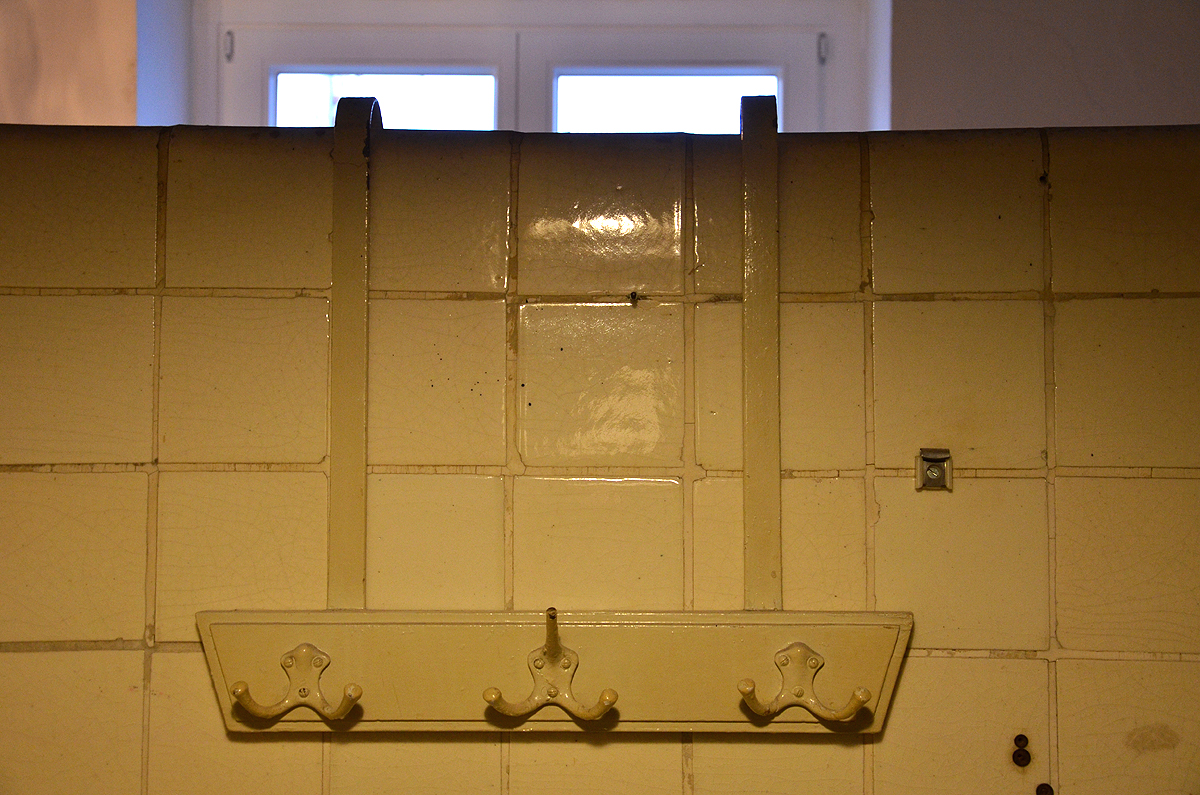
Die Bade-Garderobenhaken – abnehm- und verschiebbar

## Finanzierungsprobleme
Seit der Reduzierung der Landesmittel ab 2005 kämpft das TAK um seine Existenz. Durch solidarischen Einsatz von Kabarettisten gegenüber dem Niedersächsischen Ministerium für Wissenschaft und Kultur konnte die vollständige Streichung von Finanzmitteln abgewendet werden. Die Art der Förderung wurde in diesem Zusammenhang 2005 von einer institutionellen in eine projektorientierte geändert, was auch mit Verwaltungsmehraufwand verbunden war, da als Folge das TAK Projekte einzeln anmelden musste, um die gesamte Förderungssumme zu erhalten.
Durch die Ablehnung von Projekten gab es im Jahr 2006 eine Finanzierungslücke von etwa 10.000 €.